# David Brooks (Fußballspieler)
David Robert Brooks (* 8. Juli 1997 in Warrington, England) ist ein englisch-walisischer Fußballspieler, der seit der Saison 2018/19 beim AFC Bournemouth unter Vertrag steht. Er besetzt sowohl im Verein als auch in der walisischen Nationalmannschaft die Position des offensiven Mittelfeldspielers.

## Vereinskarriere

### Sheffield United
Brooks stammt aus der Jugend von Manchester City, dem er mit sieben Jahren beitrat. 2014 wechselte er in die Akademie von Sheffield United und unterzeichnete ein Jahr darauf seinen ersten professionellen Vertrag dort. Am 29. August 2015 wechselte er in einem Leihgeschäft zusammen mit Teamkollege CJ Hamilton für einen Monat zum Fünftligisten FC Halifax Town. Die Leihdauer wurde einmal um einen Monat verlängert und letztendlich kam er zu fünf Einsätzen, in denen ihm ein Tor gelang. Sein Debüt für die erste Mannschaft der Blades gab er am 30. August 2016 in der EFL Trophy, als er beim 0-0-Unentschieden gegen die U-23-Mannschaft Leicester Citys in der zweiten Spielhälfte eingewechselt wurde. Seinen nächsten Einsatz in diesem Pokalbewerb bestritt er am 4. Oktober bei der 1:2-Heimniederlage gegen den FC Walsall. Sein Verein schaffte in dieser Saison 2016/17, ohne das Wirken von Brooks, den Aufstieg in die zweithöchste englische Spielklasse.
Seinen ersten Ligaeinsatz bestritt er in der nächsten Spielzeit 2017/18 bei der 0:1-Auswärtsniederlage gegen den FC Middlesbrough. Am 17. Oktober 2017 unterzeichnete Brooks einen neuen Vertrag bei Sheffield United bis zum Sommer 2021. Das erste Tor in seiner Profikarriere erzielte er zehn Tage später beim 2:1-Auswärtssieg im Yorkshire-Derby gegen Leeds United. Die Saison beendete er mit 33 Einsätzen, in denen im drei Tore und sechs Vorlagen gelangen.

### AFC Bournemouth
Die starken Leistungen des jungen Offensivspielers wurden auch von Premier-League-Klubs bemerkt und am 1. Juli 2018 wechselte Brooks für eine Ablösesumme in Höhe von 11,3 Millionen Euro zum Erstligisten AFC Bournemouth, wo er einen Vierjahresvertrag unterschrieb. Im Trikot der Cherries debütierte er am ersten Spieltag der Saison 2018/19 beim 2:0-Heimsieg gegen Cardiff City. Auch in der ersten Liga hinterließ er schnell einen Eindruck. Sein erster Treffer gelang ihm am 1. Oktober beim 4:2-Sieg im heimischen Vitality Stadium. Weitere Tore gegen den FC Watford und FC Fulham folgten bis zum Monatsende. Beim 2:0-Heimsieg gegen Brighton & Hove Albion am 22. Dezember gelang ihm der erste Doppelpack seiner Karriere. Bereits im März 2019 unterzeichnete Brooks einen neuen Vertrag bei den Cherries, welcher ihn nun bis Juli 2022 an den Verein bindet. Am Ende der Saison 2018/19 hatte er sieben Tore und fünf Vorlagen auf dem Konto. Im Juli 2019 zog sich Brooks in der Saisonvorbereitung eine schwere Knöchelverletzung zu, weshalb er operiert werden musste und ursprünglich bis Oktober ausfallen sollte. Nachdem sich seine Rückkehr verzögerte, folgte im Dezember eine zweite Operation. Bournemouth gab bekannt, dass eine Rückkehr auf den Platz in der Saison 2019/20 unwahrscheinlich ist.

## Nationalmannschaft
Der in Warrington, England geborene Brooks war aufgrund seiner aus Llangollen, Wales stammenden Mutter berechtigt für beide Nationalmannschaften aufzulaufen. Im Mai 2017 führte dies zu einer kuriosen Situation, als er in den Kader der walisischen U-20-Nationalmannschaft für das Turnier von Toulon 2017 nominiert wurde. Diese Nominierung wies er kurz darauf zurück, da er auch für die englische Auswahl nominiert wurde. Mit England gewann er das Turnier und wurde zum besten Spieler des Turniers ausgezeichnet, nachdem er unter anderem im Finalspiel treffen konnte.
Am 25. August 2017 wurde er schließlich für die walisische U-21-Nationalmannschaft nominiert und bestritt sein Debüt am 1. September gegen die Schweiz. Beim 3:0-Sieg erzielte er außerdem ein Tor.
Am 10. November 2017 debütierte er letztendlich für die walisische A-Auswahl, als er bei der 0:2-Auswärtsniederlage im Freundschaftsspiel gegen Frankreich. Bei der 1:2-Auswärtsniederlage im Qualifikationsspiel zur Europameisterschaft 2020 gegen Kroatien traf er erstmals für sein Heimatland.
Für die Europameisterschaft 2021 wurde er in den walisischen Kader berufen.